# Schweizer Jugendschriften
Schweizer Jugendschriften war eine Heftreihe, die von Heinrich Hintermann «im Auftrage einer vom Jugendamt des Kantons Zürich ernannten Kommission» herausgegeben wurde. Sie wurden von der Erziehungsdirektion des Kantons Zürich, vom Schulvorstand der Stadt Zürich und von der schweizerischen Stiftung Pro Juventute empfohlen.

## Heftreihe
Im Format der populären Heftromane gehalten, gehört diese Ausgabe zur sogenannten guten Jugendliteratur. Diese Hefte wurden, vor allem in Österreich und der Schweiz, von verschiedenen Organisationen herausgegeben um ein Gegenstück zu den normalen «Schund-Heften» zu bilden.
Aufgabe der Schweizer Jugendschriften sollte sein, die Jugend vor «Schmutz- und Schundliteratur» zu schützen. Dazu wurde anspruchsvolle, unterhaltsame und preisgünstige Literatur mit Vorbildwirkung verlegt, welches in den Schulen und im Elternhaus verbreitet wurde. Die Herausgeber waren der Überzeugung, die Jugend so für das konstruktive Zusammenleben vorbereiten zu können. Nachfolger in der Schweiz war das Schweizerische Jugendschriftenwerk, das ab 1932 eine ähnliche Reihe herausgab.

## Editionsgeschichte
Die Schweizer Jugendschriften liefen von 1923 bis 1925. Sie bestanden aus 60 Ausgaben. Die erste Ausgabe war ein Doppelband, während alle folgenden Ausgaben Einzelhefte waren.
Die Hefte waren 32–48 Seiten stark, hatten ein farbiges Titelbild und kosteten 20 Cts.

## Erschienene Hefte
| #   | Autor                                                       | Titel                                                             | Jahr |
| --- | ----------------------------------------------------------- | ----------------------------------------------------------------- | ---- |
| 1/2 | Alfred de Quervain                                          | Schweizerische Grönlandexpedition                                 | 1923 |
| 03  | Ulrich Kollbrunner                                          | Meine Reise nach Abessinien                                       | 1923 |
| 04  | Gottfried Keller                                            | Kleider machen Leute                                              | 1923 |
| 05  | -                                                           | Charakterbilder aus fremden Zonen: Südamerika                     | 1923 |
| 06  | -                                                           | Charakterbilder aus fremden Zonen: Asien                          | 1923 |
| 07  | -                                                           | Charakterbilder aus fremden Zonen: Afrika                         | 1923 |
| 08  | -                                                           | Charakterbilder aus fremden Zonen: Nordamerika                    | 1923 |
| 09  | Wilhelm Hauff                                               | Der Zwerg Nase                                                    | 1923 |
| 10  | Wilhelm Hauff                                               | Die Geschichte vom kleinen Muck & Die Geschichte von Kalif Storch | 1923 |
| 11  | -                                                           | Jagdgeschichten                                                   | 1923 |
| 12  | Ulrich Kollbrunner                                          | Interessante Züge aus d. Tierleben                                | 1923 |
| 13  | Isabella Kaiser u. a.                                       | Nachtzug, Holi ho, Chia hu!                                       | 1923 |
| 14  | Marg. Weiß Zug u. a.                                        | Luisens Weihnachten                                               | 1923 |
| 15  | Friedrich Gerstäcker                                        | Das böse Gewissen                                                 | 1923 |
| 16  | Wilhelm Hauff                                               | Der junge Engländer                                               | 1923 |
| 17  | Friedrich Gerstäcker                                        | Die Goldbarren                                                    | 1923 |
| 18  | -                                                           | Alla-eddin und die Wunderlampe                                    | 1923 |
| 19  | -                                                           | Erdbeben und Vulkanausbrüche                                      | 1923 |
| 20  | Brockmann-Jerosch                                           | Eine Studienreise durch Jamaika & Frau Dr. Brockmann-Jerosch      | 1923 |
| 21  | -                                                           | Der Schweizerische Robinson                                       | 1923 |
| 22  | -                                                           | Der Schweizerische Robinson                                       | 1923 |
| 23  | -                                                           | Der Schweizerische Robinson                                       |      |
| 24  | -                                                           | Der Schweizerische Robinson                                       |      |
| 25  | Bearb. von Reinhold Ruegg                                   | Die Sage von d. Gudrun                                            | 1923 |
| 26  | Hans Zulliger                                               | Die Pfahlbauer                                                    | 1923 |
| 27  | ohne Angabe                                                 | Kleine Geschichten u. Verse f. kleine Leute                       | 1923 |
| 28  | Jeremias Gotthelf                                           | Elsi, d. seltsame Magd                                            | 1923 |
| 29  | Gottfried Keller                                            | Spiegel, d. Kätzchen                                              | 1923 |
| 30  | Gebr. Grimm                                                 | Rumpelstilzchen                                                   | 1923 |
| 31  | Ludwig Bechstein Clemens Brentano Jacob Grimm Wilhelm Grimm | Vom tapferen Schneiderlein                                        | 1923 |
| 32  | Theodor Storm                                               | Die Regentrude                                                    | 1923 |
| 33  | Theodor Storm                                               | Bulemanns Haus                                                    | 1923 |
| 34  | Eduard Mörike                                               | Der Bauer u. s. Sohn                                              | 1923 |
| 35  | Henry M. Stanley                                            | Auf d. Kongo bis zur Mündung                                      | 1923 |
| 36  | H. Chr. Andersen                                            | Die Seejungfer                                                    | 1923 |
| 37  | Gottfried Keller                                            | Die arme Baronin                                                  | 1923 |
| 38  | Ernst Eschmann                                              | Drei Bündner Jäger                                                | 1923 |
| 39  | Walter Schweizer                                            | Im Banne der Fusijama                                             | 1923 |
| 40  | Ulrich Kollbrunner                                          | Indien                                                            | 1923 |
| 41  | Charles Sealsfield                                          | In der Prärie verirrt                                             | 1923 |
| 42  | Richard A. Kirchgraber                                      | Geographische Charakterbilder aus Frankreich                      | 1923 |
| 43  | J. H. Campe, H. Hintermann                                  | Robinson                                                          | 1923 |
| 44  | J. H. Campe, H. Hintermann                                  | Robinson                                                          | 1923 |
| 45  | J. H. Campe, H. Hintermann                                  | Robinson                                                          | 1923 |
| 46  | J. H. Campe, H. Hintermann                                  | Robinson                                                          | 1923 |
| 47  | Theodor Storm                                               | Der Spiegel des Cyprianus                                         | 1923 |
| 48  | G. A. Bürger                                                | Münchhausens Seeabenteuer                                         | 1924 |
| 49  | Friedrich Gerstäcker                                        | Germelshausen                                                     | 1924 |
| 50  | Felix Moeschlin                                             | Wie Hans doch noch ein Lehrling wurde                             | 1924 |
| 51  | ohne Angabe                                                 | Sindbad der Seefahrer                                             | 1924 |
| 52  | Emanuel Stickelberger                                       | Späte Sühne                                                       | 1924 |
| 53  | Hans Schraner                                               | Bergsagen                                                         | 1924 |
| 54  | Hans Zulliger                                               | Nach dem Wunderlande El Dorado                                    | 1924 |
| 55  | Hans Zulliger                                               | Im Lande der Azteken                                              | 1924 |
| 56  | Hans Zulliger                                               | Montezuma und seine Stadt                                         | 1924 |
| 57  | Hans Zulliger                                               | Wiedereroberung Mexikos                                           | 1924 |
| 58  | Josef Reinhart                                              | Der Holzmacher Karli                                              | 1924 |
| 59  | Gottfried Keller                                            | Die Jungfrau und der Teufel                                       | 1923 |
| 60  | Justinus Kerner                                             | Die Heimatlosen                                                   | 1924 |